# 合力栄
合力 栄（ごうりき さかえ、1922年 ‐ 2012年）は日本の商学者、(商学総論)。
元 八幡大学 (現 九州国際大学)学長。佐賀県出身。

## 略歴
- 1956年−八幡大学短期大学部商学科卒業[1]。
- 1958年−八幡大学法経学部2部経営経済学科卒業[1]。
- 1964年−関西大学大学院商学研究科修士課程修了。
- 1964年−八幡大学法経学部講師、以後助教授、教授を歴任[2]。
- 1971年−カリフォルニア大学留学。
- 1987年−第12代八幡大学学長に就任[3]。

その後熊本学園大学教授、日本経営診断学会顧問、日本中小企業学会理事副会長などを勤める。
アララギ会に所属した事があり斎藤茂吉と九州の関係性を研究した書がある。

## 著書
- 中小企業経営論　　八幡大学法経学会　　1968年
- 基本商業学　　　　杉山書店　1973年
- 講座現代日本の流通経済　    岡村明達, 片桐誠士、保田芳昭 編　共著　大月書店　　1984年
- 現代商業論　流通変革の理論と政策　 白石善章　共著　新評論　　1986年
- 茂吉と九州　　  葦書房　　2003年
- 環境問題と経営診断　　 岸川善光 ほか共著　　同友館　　2003年

## 論文
- <合力栄